# Ipomoea lozanii
Ipomoea lozanii är en vindeväxtart som beskrevs av Painter och Homer Doliver House. Ipomoea lozanii ingår i släktet praktvindor, och familjen vindeväxter. Inga underarter finns listade i Catalogue of Life.